# Schachbundesliga 2023/24 (Frauen)
Die Saison 2023/24 ist die 32. Spielzeit der Schachbundesliga der Frauen. Meister wurde erneut der SK Schwäbisch Hall. Aus der 2. Bundesliga waren im Vorjahr der SK Doppelbauer Kiel, die SG 1871 Löberitz und die Karlsruher Schachfreunde aufgestiegen. Von diesen hielt nur Löberitz die Klassenzugehörigkeit. Neben Karlsruhe und Kiel stieg der SV Weißblau Allianz Leipzig ab, der im Folgejahr auch nicht in der 2. Bundesliga oder Regionalliga antrat.
Zu den gemeldeten Mannschaftskadern der teilnehmenden Vereine siehe Mannschaftskader der deutschen Schachbundesliga 2023/24 (Frauen). 

## Termine
Die Meisterschaft wurde zwischen dem 14. Oktober 2023 und dem 9. Juni 2024 ausgetragen. Die drei letzten Runden wurden als zentrale Veranstaltung beim SC Bad Königshofen absolviert.

## Tabelle
| Pl. | Verein                       | Sp | G  | U | V  | MP    | Brettp. |
| --- | ---------------------------- | -- | -- | - | -- | ----- | ------- |
| 1.  | SK Schwäbisch Hall (M)       | 11 | 10 | 1 | 0  | 21:1  | 53      |
| 2.  | OSG Baden-Baden              | 11 | 9  | 0 | 2  | 18:4  | 48,5    |
| 3.  | Hamburger SK                 | 11 | 8  | 1 | 2  | 17:5  | 44      |
| 4.  | SC Bad Königshofen           | 11 | 8  | 1 | 2  | 17:5  | 41      |
| 5.  | Rodewischer Schachmiezen     | 11 | 8  | 0 | 3  | 16:6  | 38,5    |
| 6.  | SG Solingen                  | 11 | 5  | 0 | 6  | 10:12 | 33,5    |
| 7.  | SF Deizisau                  | 11 | 4  | 2 | 5  | 10:12 | 32,5    |
| 8.  | TuRa Harksheide              | 11 | 3  | 2 | 6  | 8:14  | 31,5    |
| 9.  | SG Löberitz (N)              | 11 | 3  | 1 | 7  | 7:15  | 26      |
| 10. | SV Weißblau Allianz Leipzig  | 11 | 3  | 0 | 8  | 6:16  | 21      |
| 11. | Karlsruher Schachfreunde (N) | 11 | 0  | 1 | 10 | 1:21  | 16,5    |
| 12. | SK Doppelbauer Turm Kiel (N) | 11 | 0  | 1 | 10 | 1:21  | 10      |

## 2. Bundesliga
| Platz | Verein                | M-Punkte | B-Punkte |
| ----- | --------------------- | -------- | -------- |
| 1     | SV Hemer 1932 (A)     | 14       | 30,5     |
| 2     | SV Medizin Erfurt (A) | 12       | 28,5     |
| 3     | SV Sterkrade-Nord (N) | 09       | 23,5     |
| 4     | SV Mülheim-Nord       | 05       | 19,0     |
| 5     | Delmenhorster SK      | 05       | 18,0     |
| 6     | Hamburger SK II       | 04       | 17,5     |
| 7     | Lübecker SV           | 04       | 16,5     |
| 8     | SK Lehrte             | 03       | 14,5     |

| Platz | Verein                     | M-Punkte | B-Punkte |
| ----- | -------------------------- | -------- | -------- |
| 1     | SZ Seeblick Dippoldiswalde | 12       | 28,0     |
| 2     | Rotation Pankow            | 11       | 29,0     |
| 3     | SG Leipzig                 | 09       | 23,0     |
| 4     | SC Kreuzberg (N)           | 09       | 22,5     |
| 5     | SC Leipzig-Lindenau        | 04       | 17,0     |
| 6     | Rochade Zeulenroda         | 04       | 16,0     |
| 7     | SV Merseburg (N)           | 04       | 15,5     |
| 8     | TuS Coswig 1920            | 03       | 17,0     |

| Platz | Verein                  | M-Punkte | B-Punkte |
| ----- | ----------------------- | -------- | -------- |
| 1     | FC Bayern München (A)   | 13       | 31,0     |
| 2     | Noris Tarrasch Nürnberg | 08       | 22,5     |
| 3     | SV 1920 Hofheim         | 08       | 22,0     |
| 4     | Bavaria Regensburg 1881 | 07       | 20,0     |
| 5     | SG Augsburg 1873        | 06       | 19,0     |
| 6     | SK 1980 Gernsheim       | 06       | 18,0     |
| 7     | SV Stuttgart-Wolfbusch  | 05       | 20,5     |
| 8     | TSV Schott Mainz        | 03       | 15,0     |